# Evelyn Klengel-Brandt
Evelyn Klengel-Brandt (* 1932 in Berlin) ist eine deutsche Vorderasiatische Archäologin.
Evelyn Klengel-Brandt begann ihre Tätigkeit im Vorderasiatischen Museum in Berlin schon 1951 als Museumspädagogin. Zuerst arbeitete sie an der Beseitigung der Kriegsschäden mit. Das Museum wurde schließlich 1953 wieder eröffnet. Im selben Jahr begann sie zunächst als Gasthörerin mit dem Studium der Klassischen und Orientalischen Archäologie an der Humboldt-Universität zu Berlin, was auch ein Studium der Sprachen Assyrisch und Hethitisch einschloss. 1959 schloss sie ihr Studium ab und legte eine Diplomprüfung ab. Anschließend wurde sie wissenschaftliche Mitarbeiterin am Museum. 1964 promovierte sie über Terrakotten aus Assur, wobei sie auch auf die 1958 und 1959 aus der Sowjetunion zurückgekehrte Beutekunst zurückgreifen konnte. Klengel-Brandt wurde 1970 Kustos und 1978 stellvertretende Direktorin des Vorderasiatischen Museums. Ihr oblag in erster Linie die Bearbeitung der Kleinkunst, insbesondere der Siegel, Siegelabrollungen, Terrakotten und Plastiken. 1990/91 wurde sie zunächst kommissarisch, ab 1992 regulär Direktorin des Museums in Nachfolge von Liane Jakob-Rost. Diese Position hatte sie bis Ende 1997 inne. Ihr folgte Beate Salje nach. Auch nach dem Ende ihrer Diensttätigkeit am Museum setzt Klengel-Brandt einen Teil ihrer wissenschaftlichen Arbeit fort.
Klengel-Brandt hielt Vorträge im In- und Ausland und lehrte an der Humboldt-Universität. Erste Studienreisen führten sie 1967 in den Irak, nach Syrien, in den Libanon und nach Ägypten. Danach war sie mehrfach in offizieller, leitender Funktion bei Ausgrabungen des Zentralinstituts für Archäologie und Alte Geschichte und der Generaldirektion der Irakischen Altertümerverwaltung im Irak tätig, etwa bei Rettungsgrabungen 1979 in Diyala und 1982 am mittleren Euphrat. Obwohl sich Klengel-Brandt eher als Museums- denn als Grabungsarchäologin betrachtete, leitete sie nach der Wende von 1993 bis 1998 die Ausgrabung des Museums am Tell Knedig im Nordosten Syriens. Lutz Martin war für die Grabung vor Ort verantwortlich. Für die Kulturhistorische Reihe des Verlages Koehler & Amelang steuerte sie zwei Bände bei.
Evelyn Klengel-Brandt war mit dem Altorientalisten Horst Klengel verheiratet.

## Schriften
- mit Horst Klengel: Die Hethiter. Geschichte und Umwelt. Eine Kulturgeschichte Kleinasiens von Catal Hüyük bis zu Alexander dem Großen. Koehler und Amelang, Leipzig 1970 (auch Die Hethiter und ihre Nachbarn. Eine Kulturgeschichte Kleinasiens von Catal Hüyük bis zu Alexander dem Großen, Schroll, Wien/München 1970)
- Reise in das alte Babylon. Prisma, Leipzig 1970
- Der Turm von Babylon. Legende und Geschichte eines Bauwerkes. Koehler und Amelang, Leipzig 1982 (auch Schroll, Wien/München 1982, ISBN 3-7031-0559-3)
- Herausgeber: Mit sieben Siegeln versehen. Das Siegel in Wirtschaft und Kunst des Alten Orients. Philipp von Zabern, Mainz 1997, ISBN 3-8053-2032-9
- Die Herrscher von Assur. Ein wiederentdecktes Reich im Alten Orient, Kinderbuchverlag, Berlin 1988, ISBN 3-358-00479-1 / Philipp von Zabern, Mainz 2005, ISBN 3-8053-3359-5
- mit Lutz Martin und Sabina Kulemann-Ossen: Tall Knedig. Die Ergebnisse der Ausgrabungen des vorderasiatischen Museums Berlin in Nordost-Syrien von 1993 bis 1998. Harrassowitz, Wiesbaden 2005, ISBN 3-447-05569-3